# Miss Rusland
Miss Rusland (russisk: Мисс Россия – Miss Rossija) er en national russisk skønhedskonkurrence for ugifte kvinder. Konkurrencen har været afholdt siden 1927, under forskellige navne og med nogle afbrud.
I årene 1927 til 1938 blev Miss Rusland afholdt i Paris (der på det tidspunkt var hjem for over 200 tusinde indvandrere fra Rusland), eftersom det ikke var muligt at afholde det i Sovjetunionen. Efter Anden verdenskrig blev konkurrencen stoppet indtil 1989. I 1989 blev konkurrencen genoplivet, nu afholdt i Moskva og i årene 1989 & 1990 under navnet Miss Sovjetunionen (rus.: Мисс СССР). Siden 1992 har vindere af Miss Rusland repræsenteret Rusland i de internationale skønhedskonkurrencer Miss World, Miss Universe, Miss Europe og Miss Baltic Sea. Siden 2004 har der desuden været afholdt en speciel konkurrence Miss Universe, Rusland (rus.: Мисс Вселенная, Россия), hvis vinder repræsenterer Rusland i Miss Universe.

## Vinderer før Anden verdenskrig
| År   | Navn                       | Russisk                                  |
| ---- | -------------------------- | ---------------------------------------- |
| 1928 | Kira Skljarova             | Кира Склярова                            |
| 1929 | Valentina Osterman(n)      | Валентина Остерман                       |
| 1929 | Irina Lewitskaja [Levetky] | Ирина Левицкая                           |
| 1930 | Irene Wentzell [Wentzel]   | Ирина Венцель                            |
| 1931 | Marina Shalyapina          | Марина Шаляпина [Федора Шаляпина Марина] |
| 1932 | Nina de Pohl               | Нина Поль                                |
| 1933 | Tatiana Maslova            | Татьяна Маслова                          |
| 1934 | Ekaterina Antonova         | Екатерина Антонова                       |
| 1935 | Marianne Gorbatowsky       | Марианна Горбатовская                    |
| 1936 | Ariadne Gedeonova          | Ариадна Алексеевна Гедеонова             |
| 1937 | Irina Ilina                | Ирина Ильина                             |
| 1938 | Evgenia Dashkevich         | Евгения Дашкевич                         |
| 1939 | Irina Borodulina           | Ирина Бородулина                         |

## Miss USSR (Мисс CCCP)
| År   | Navn                 | Russisk              |
| ---- | -------------------- | -------------------- |
| 1989 | Julia Sukhanova      | Юлия Суханова        |
| 1990 | Maria Kezha          | Мария Кежа           |
| 1991 | Ilmira Shamsutdinova | Ильмира Шамсутдинова |

## Miss Rusland (Мисс Россия)
| År   | Navn                  | Russisk               | International konkurrencer                    |
| ---- | --------------------- | --------------------- | --------------------------------------------- |
| 1993 | Anna Baitchik         | Анна Байчик           | Miss Universe 1997                            |
| 1994 | ingen konkurrence     | ingen konkurrence     |                                               |
| 1995 | Elmira Touyusheva     | Эльмира Туюшева       | Ingen                                         |
| 1996 | Alexandra Petrova     | Александра Петрова    | Miss Europe 1997 (Top-10), Miss Universe 1999 |
| 1997 | Jelena Rogozhina      | Елена Рогожина        | Miss Europe 1999 (vinner)                     |
| 1998 | Anna Malova           | Анна Малова           | Miss World 1994, Miss Universe 1998 (Top-10)  |
| 1999 | Anna Kruglova         | Анна Круглова         | Ingen                                         |
| 2000 | ingen konkurrence     | ingen konkurrence     |                                               |
| 2001 | Oxana Fedorova        | Оксана Федорова       | Miss Universe 2002 (vinner)                   |
| 2002 | Svetlana Koroleva     | Светлана Королева     | Miss Europe 2002 (vinner)                     |
| 2003 | Viktoria Lopireva     | Виктория Лопырева     | Ingen                                         |
| 2004 | Diana Zaripova        | Диана Зарипова        | Miss Europe 2005                              |
| 2005 | Alexandra Ivanovskaja | Александра Ивановская | Ingen                                         |
| 2006 | Tatyana Kotova        | Татьяна Котова        | Miss Universe 2007, Miss World 2007           |
| 2007 | Xenia Sukhinova       | Ксения Сухинова       | Miss World 2008 (vinder)                      |
| 2008 | ingen konkurrence     | ingen konkurrence     |                                               |
| 2009 | Sofia Rudieva         | София Рудьева         | Miss Universe 2009                            |
| 2010 | Irina Antonenko       | Ирина Антоненко       | Miss Universe 2010, Miss World 2010           |